# Journal of Public Economics
El Journal of Public Economics és una revista acadèmica mensual revisada per parells que cobreix l'economia pública, amb especial èmfasi en l'aplicació de la teoria econòmica moderna i els mètodes d'anàlisi quantitativa. Proporciona un fòrum de discussió sobre polítiques públiques d'interès per a un públic internacional. Va ser fundada el 1972 per Tony Atkinson i està publicada per Elsevier. Els actuals redactors en cap són John Friedman (Brown University) i Wojciech Kopczuk (Columbia University). Segons Journal Citation Reports, la revista tenia un factor d'impacte el 2019 de 2.218.